# 小行星7816
小行星7816（7816 Hanoi）是一颗围绕太阳公转的小行星。1987年12月18日，小石川正弘在仙台市发现了此天体。
該小行星以越南首都河內命名。
这颗小行星的绝对星等为170.4375961481303等。